# Seleção Finlandesa de Basquetebol
A Seleção Finlandesa de Basquetebol é a equipe que representa a Finlândia em competições internacionais da modalidade.
Disputou o Campeonato Mundial de Basquetebol Masculino de 2014, com a ajuda da empresa Rovio.

## Escalação Atual
(*) Baseado na equipe que disputou o EuroBasket de 2015.
| Seleção Finlandesa - EuroBasket 2015 | Seleção Finlandesa - EuroBasket 2015 | Seleção Finlandesa - EuroBasket 2015 | Seleção Finlandesa - EuroBasket 2015 | Seleção Finlandesa - EuroBasket 2015 | Seleção Finlandesa - EuroBasket 2015 |
| #                                    | Pos.                                 | Nome                                 | Altura                               | Nasc.                                | Clube                                |
| ------------------------------------ | ------------------------------------ | ------------------------------------ | ------------------------------------ | ------------------------------------ | ------------------------------------ |
| 4                                    | AR                                   | Mikko Koivisto                       | 1,94m                                | 18/04/1987                           | Fraport Skyliners                    |
| 7                                    | AR                                   | Shawn Huff                           | 1,98m                                | 05/05/1984                           | MHP Riesen Ludwigsburg               |
| 8                                    | P                                    | Gerald Lee Jr.                       | 2,08m                                | 23/11/1987                           | UCAM Murcia                          |
| 9                                    | A                                    | Sasu Salin                           | 1,91m                                | 11/06/1991                           | Herbalife Gran Canaria               |
| 10                                   | AP                                   | Tuukka Kotti                         | 2,05m                                | 18/03/1981                           | Bisons Loimaa                        |
| 11                                   | AR                                   | Petteri Koponen                      | 1,94m                                | 13/04/1988                           | BC Khimki                            |
| 12                                   | A                                    | Matti Nuutinen                       | 2,00m                                | 06/05/1990                           | Kataja Joensuu                       |
| 21                                   | AP                                   | Ville Kaunisto                       | 2,04m                                | 19/03/1982                           | Kouvolan Jouvat                      |
| 24                                   | AP                                   | Joonas Cavén                         | 2,11m                                | 09/01/1993                           | Delaware 87ers                       |
| 30                                   | AR                                   | Roope Ahonen                         | 1,87m                                | 12/06/1990                           | Kolossos Rodou                       |
| 31                                   | AR                                   | Jamar Wilson                         | 1,85m                                | 22/02/1984                           | Rouen Basket                         |
| 33                                   | AP                                   | Erik Murphy                          | 2,08m                                | 26/10/1990                           | Besiktas                             |
|                                      |                                      |                                      |                                      | Técnico                              | Henrik Dettmann                      |